# Fernand Wambst
Fernand Wambst (Colombes, 26 december 1912 - Blois, 9 september 1969) was een Frans wielrenner, vooral actief op de piste.
Als beroepsrenner won hij een viertal wedstrijden, waaronder enkele zesdaagsen. Een in 1938 in Indianapolis met Henri Lepage als partner, alsook in 1942 in Buenos Aires met Antonio Bertola. Na zijn loopbaan als renner - die eindigde in 1942 - werd hij onder meer gangmaker in de wedstrijden achter derny's.
Op 9 september 1969 kwam hij hierbij om het leven tijdens een wedstrijd in het Franse Blois, bij een val op de piste. Hij was er toen de gangmaker van Eddy Merckx, die toen eveneens zwaar gekwetst werd aan het hoofd.